# Kangayampalayam
Kangayampalayam là một thị trấn thống kê (census town) của quận Coimbatore thuộc bang Tamil Nadu, Ấn Độ.

## Nhân khẩu
Theo điều tra dân số năm 2001 của Ấn Độ, Kangayampalayam có dân số 3845 người. Phái nam chiếm 51% tổng số dân và phái nữ chiếm 49%. Kangayampalayam có tỷ lệ 72% biết đọc biết viết, cao hơn tỷ lệ trung bình toàn quốc là 59,5%: tỷ lệ cho phái nam là 80%, và tỷ lệ cho phái nữ là 64%. Tại Kangayampalayam, 7% dân số nhỏ hơn 6 tuổi.